# Prima Divisione Campania 1942-1943
La Prima Divisione fu il massimo campionato regionale di calcio disputato in Italia nella stagione 1942-1943.
La Prima Divisione fu organizzata e gestita dai Direttori Regionali di Zona.
Per motivi contingenti il D.D.S. non fece disputare le finali per la promozione in Serie C.
Fu il quarto livello della XL edizione del campionato italiano di calcio.
Il campionato giocato nella regione Campania fu organizzato e gestito dal Direttorio XIII Zona (Campania).

## Girone A

### Squadre partecipanti
| Squadra                           | Città (provincia)      | Stagione 1941-1942 |
| --------------------------------- | ---------------------- | ------------------ |
| A.C. Benevento                    | Benevento              |                    |
| S.S. Capua                        | Capua (NA)             |                    |
| G.I.L. Avellino                   | Avellino               |                    |
| G.U.F. Napoli                     | Napoli                 |                    |
| D.A. Ilva Bagnolese (B = riserve) | Bagnoli di Napoli      |                    |
| A.C. Peruzzi                      | Nola (NA)              |                    |
| A.C. Pomigliano                   | Pomigliano d'Arco (NA) |                    |
| G.S. ?º Corpo Vigili del Fuoco    | Napoli                 |                    |

### Classifica finale
|  | Pos. | Squadra          | Pt       | G  | V | N | P | GF | GS | DR |
|  | ---- | ---------------- | -------- | -- | - | - | - | -- | -- | -- |
|  | 1.   | Vigili del Fuoco | 18       | 13 |   |   |   |    |    |    |
|  | 2.   | G.U.F. Napoli    | 16       | 13 |   |   |   |    |    |    |
|  | 3.   | Benevento (-1)   | 15       | 13 |   |   |   |    |    |    |
|  | 4.   | Capua            | 14       | 13 |   |   |   |    |    |    |
|  | 5.   | Peruzzi          | 10       | 13 |   |   |   |    |    |    |
|  | 6.   | Pomigliano (-2)  | 9        | 13 |   |   |   |    |    |    |
|  | 7.   | Ilva Bagnolese B | 4        | 13 |   |   |   |    |    |    |
|  | --   | G.I.L. Avellino  | Ritirata |    |   |   |   |    |    |    |

Legenda:

      Ammesso alle finali regionali.
Note:

Due punti a vittoria, uno a pareggio, zero a sconfitta.
Pari merito in caso di pari punti.

## Girone B

### Squadre partecipanti
| Squadra                                 | Città (provincia)            | Stagione 1941-1942 |
| --------------------------------------- | ---------------------------- | ------------------ |
| G.S. Baratta (B = riserve)              | Battipaglia (SA)             |                    |
| U.S. Cavese "G. Berta" (B = riserve)    | Cava de' Tirreni (SA)        |                    |
| A.S. Ebolitana                          | Eboli (SA)                   |                    |
| G.I.L. Ischia                           | Ischia (NA)                  |                    |
| U.S. Savoia (B = riserve)               | Torre Annunziata (NA)        |                    |
| U.S. Salernitana Fascista (B = riserve) | Salerno                      |                    |
| U.S.F. Scafatese (B = riserve)          | Scafati (SA)                 |                    |
| A.C. Stabia (B = riserve)               | Castellammare di Stabia (NA) |                    |

### Classifica finale
|  | Pos. | Squadra                  | Pt | G  | V | N | P | GF | GS | DR |
|  | ---- | ------------------------ | -- | -- | - | - | - | -- | -- | -- |
|  | 1.   | Ebolitana                | 21 | 14 |   |   |   |    |    |    |
|  | 2.   | Stabia B                 | 17 | 14 |   |   |   |    |    |    |
|  | 2.   | Baratta B                | 17 | 14 |   |   |   |    |    |    |
|  | 4.   | G.I.L. Ischia            | 15 | 14 |   |   |   |    |    |    |
|  | 5.   | Scafatese B              | 14 | 14 |   |   |   |    |    |    |
|  | 6.   | Savoia B (-1)            | 12 | 14 |   |   |   |    |    |    |
|  | 7.   | Cavese "G. Berta" B (-1) | 10 | 14 |   |   |   |    |    |    |
|  | 8.   | Salernitana B (-2)       | 2  | 14 |   |   |   |    |    |    |

Legenda:

      Ammesso alle finali regionali.
Note:

Due punti a vittoria, uno a pareggio, zero a sconfitta.
Pari merito in caso di pari punti.

## Verdetti finali
- Baratta B, Benevento e Capua, Ebolitana, G.I.L. Ischia, G.U.F. Napoli, Stabia B, Vigili del Fuoco, sono ammesse alle finali regionali.
- In seguito lo Stabia B rinuncia alla fase finale, e al suo posto viene ammessa la Scafatese B.